# Ignaz von Döllinger
Johann Joseph Ignaz von Döllinger (28 de febrer de 1799 - 14 de gener de 1890) fou un teòleg alemany, sacerdot catòlic i historiador de l'Església que rebutjà el dogma de la infal·libilitat pontifical, per la qual cosa fou excomunicat el 17 d'abril de 1871. Com amic i company de Lord Acton, viatjà a Roma per tractar de frenar la promulgació del dogma de la infal·libilitat pontifical. Ambdós pensaven que, independentment que fos un dogma correcte, políticament no convenia la seva promulgació en aquell moment. És considerat un important contribuïdor per a la doctrina, acreixement i desenvolupament de l'Església Catòlica Antiga.

## Infància i joventut
Va néixer a Bamberg, Baviera, provinent d'una família intel·lectual, el seu avi i el seu pare foren eminents metges i professors de ciència mèdica; la família materna també era intel·lectual. El jove Döllinger fou educat en un institut a Würzburg, i en acabar estudià filosofia natural a la Universitat d'aquesta ciutat, on el seu pare era professor. El 1817 començà l'estudi de filosofia mental i filologia i el 1818 començà els estudis de teologia. Es dedicà particularment a l'estudi, de forma independent, de la història eclesiàstica, un tema ensenyat de manera molt superficial a l'Alemanya catòlica d'aquella època.
Fou membre de l'Acadèmia Bavaresa de les Ciències, i president d'aquesta institució de 1873 a 1890.